# Mozambique op de Olympische Zomerspelen 1996
Mozambique nam deel aan de Olympische Zomerspelen 1996 in Atlanta, Verenigde Staten. Er werd één bronzen medaille gewonnen. Lucas Sunoia verkreeg net geen medaille bij het boksen.

## Medailleoverzicht
| Sport    | Olympiër               | Discipline | Medaille |
| -------- | ---------------------- | ---------- | -------- |
| Atletiek | Maria de Lurdes Mutola | 800m (m)   | Brons    |

## Deelnemers en resultaten

### Atletiek
| Olympiër               | Discipline | Resultaat | Prestatie                                                                       |
| ---------------------- | ---------- | --------- | ------------------------------------------------------------------------------- |
| Maria de Lurdes Mutola | 800m (v)   | Brons     | serie 2: 1ste in 1.58,98 halve finale 2: 1ste in 1.57,62 finale: 3de in 1.58,71 |
| Tina Paulino           | 800m (v)   | DNS       | serie 1: niet gestart                                                           |

### Boksen
| Olympiër     | Discipline | Resultaat | Prestatie                         |
| ------------ | ---------- | --------- | --------------------------------- |
| Lucas Sinoia | -67kg (m)  | 17e       | 1ste ronde: V van BLR Mezga: 6-11 |

### Zwemmen
| Olympiër      | Discipline       | Resultaat | Prestatie               |
| ------------- | ---------------- | --------- | ----------------------- |
| Leandro Jorge | 100m rugslag (m) | 48e       | serie 1: 3de in 1.03,86 |

Afghanistan · Albanië · Algerije · Amerikaanse Maagdeneilanden · Amerikaans-Samoa · Andorra · Angola · Antigua‑Barbuda · Argentinië · Armenië · Aruba · Australië · Azerbeidzjan · Bahama's · Bahrein · Bangladesh · Barbados · België · Belize · Benin · Bermuda · Bhutan · Bolivia · Bosnië en Herzegovina · Botswana · Brazilië · Britse Maagdeneilanden · Brunei · Bulgarije · Burkina Faso · Burundi · Cambodja · Canada · Centraal-Afrikaanse Republiek · Chili · China · Chinees Taipei · Colombia · Comoren · Congo-Brazzaville · Cookeilanden · Costa Rica · Cuba · Cyprus · Denemarken · Djibouti · Dominica · Dominicaanse Republiek · Duitsland · Ecuador · Egypte · El Salvador · Equatoriaal-Guinea · Estland · Ethiopië · Fiji · Filipijnen · Finland · Frankrijk · Gabon · Gambia · Georgië · Ghana · Grenada · Griekenland · Groot-Brittannië · Guam · Guatemala · Guinee · Guinee-Bissau · Guyana · Haïti · Honduras · Hongarije · Hongkong · Ierland · IJsland · India · Indonesië · Irak · Iran · Israël · Italië · Ivoorkust · Jamaica · Japan · Jemen · Joegoslavië · Jordanië · Kaaimaneilanden · Kaapverdië · Kameroen · Kazachstan · Kenia · Kirgizië · Koeweit · Kroatië · Laos · Lesotho · Letland · Libanon · Liberia · Libië · Liechtenstein · Litouwen · Luxemburg ·  Macedonië · Madagaskar · Malawi · Malediven · Maleisië · Mali · Malta · Marokko · Mauritanië · Mauritius · Mexico · Moldavië · Monaco · Mongolië · Mozambique · Myanmar · Namibië · Nauru · Nederland · Nederlandse Antillen · Nepal · Nicaragua · Nieuw-Zeeland · Niger · Nigeria · Noord-Korea · Noorwegen · Oeganda · Oekraïne · Oezbekistan · Oman · Oostenrijk · Pakistan · Palestina · Panama · Papoea-Nieuw-Guinea · Paraguay · Peru · Polen · Portugal · Puerto Rico · Qatar · Roemenië · Rusland · Rwanda · Saint Kitts en Nevis · Saint Lucia · Saint Vincent en Grenadines · Salomonseilanden · Samoa · San Marino · Sao Tomé en Principe · Saoedi-Arabië · Senegal · Seychellen · Sierra Leone · Singapore · Slovenië · Slowakije · Soedan · Somalië · Spanje · Sri Lanka · Suriname · Swaziland · Syrië · Tadzjikistan · Tanzania · Thailand · Togo · Tonga · Trinidad en Tobago · Tsjaad · Tsjechië · Tunesië · Turkije · Turkmenistan · Uruguay · Vanuatu · Venezuela · Verenigde Arabische Emiraten · Verenigde Staten · Vietnam · Wit-Rusland · Zaïre · Zambia · Zimbabwe · Zuid-Afrika · Zuid-Korea · Zweden · Zwitserland